# Dactylaria monticola
Dactylaria monticola är en svampart som beskrevs av R.F. Castañeda & W.B. Kendr. 1991. Dactylaria monticola ingår i släktet Dactylaria, ordningen disksvampar, klassen Leotiomycetes, divisionen sporsäcksvampar och riket svampar.   Inga underarter finns listade i Catalogue of Life.